# Юркиннаволок
Юркиннаволок — деревня в составе Поповпорожского сельского поселения Сегежского района Республики Карелия.

## Общие сведения
Расположена на северо-западном берегу Уросозера. 
Как населённый пункт Юркиннаволок был образован указом Президиума Верховного Совета Карельской АССР от 26 декабря 1962 г.

## Население
| 2002 | 2009 | 2010 | 2013 |
| ---- | ---- | ---- | ---- |
| 0    | →0   | →0   | →0   |